# Korczówka (województwo lubelskie)
Korczówka (gw. Korczowka) – wieś sołecka w Polsce położona w województwie lubelskim, w powiecie bialskim, w gminie Łomazy.
W latach 1975–1998 miejscowość administracyjnie należała do województwa bialskopodlaskiego. 
Wieś jest sołectwem w gminie Łomazy. Według Narodowego Spisu Powszechnego (III 2011 r.) wieś liczyła 258 mieszkańców i była szóstą co do wielkości miejscowością gminy Łomazy.
Miejscowość jest siedzibą rzymskokatolickiej parafii Parafia św. Jozafata.

## Części wsi
| SIMC    | Nazwa     | Rodzaj  |
| ------- | --------- | ------- |
| 0015177 | Działy    | kolonia |
| 0015183 | Jaworówka | kolonia |

## Historia
Korczówka w wieku XIX opisana jako: wieś i folwark w powiecie bialskim, gminie Lubenka, parafii katolickiej Łomazy. We wsi cerkiew parafialna dla ludności rusińskiej.
W r. 1827 było tu 22 domów i 125 mieszkańców. W 1883 spisano 26 domów i 172 mieszkańców.
Dobra Korczówka składają się z folwarku: Korczówka i osady Rososz (Roskosz, dawniej Rozkosz, Rososz), wsi Korczówka, Wólki Korczowskiej i wsi Burwin. Rozległość folwarczna wynosiła 1141 mórg w tym: grunta orne i ogrody 400 mórg, łąk było 237 mórg, pastwisk mórg 79. Las stanowił 390 mórg, nieużytki i place 35 mórg. Folwark posiadał budynków murowanych 7, drewnianych 15. W okolicy pokłady torfu.
Osada Rososz posiadała osad 361, z gruntem 8998 mórg. Wieś Korczówka osad 23, z gruntem mórg 411. Wólka Korczowska osad 10, z gruntem mórg 178. Wieś Burwin osad 5, z gruntem mórg 30.
W 1921 roku Korczówka liczyła 374 mieszkańców, w tym 353 Polaków, 13 Żydów i 8 Ukraińców (Rusinów). 361 mieszkańców wyznawało rzymski katolicyzm, a 13 było wyznania mojżeszowego.